# Privredna banka Zagreb

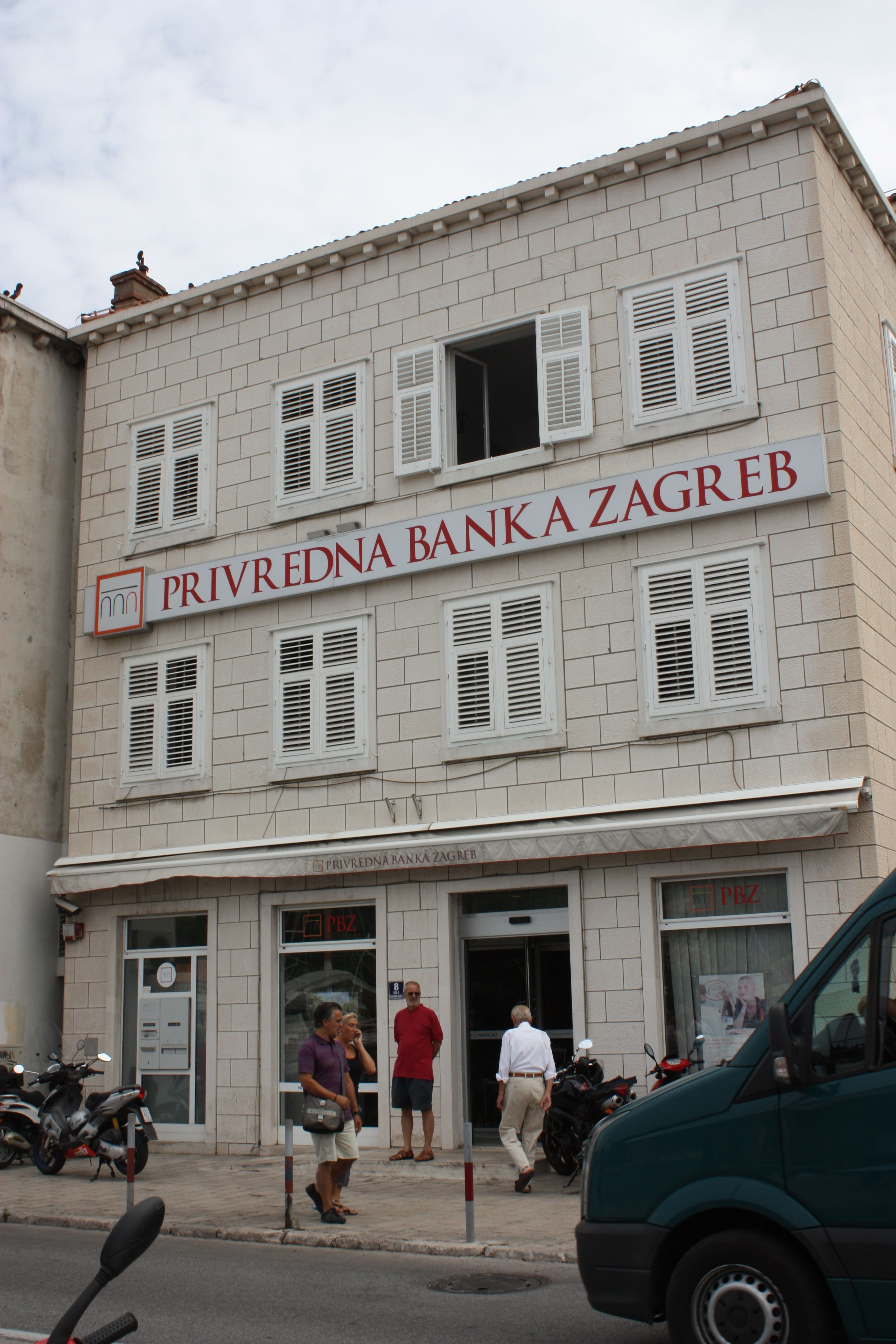
Одно из отделений банка в Дубровнике

Privredna banka Zagreb (дословно — «Частный банк Загреб») — второй по величине банк Хорватии (после Zagrebačka banka). Принадлежит группе Intesa Sanpaolo из Италии. Полностью приватизирован в 1999 году. Допущен до котировки на Загребской фондовой бирже как одна из 24 компаній, включённых в фондовый индекс CROBEX.

## История
Банк основан в 1966 году на базе и на основе банковских традициях Первого хорватского сберегательного банка, созданного в 1846 году в Загребе членами Земледельческого объединения Хорватии и Славонии. В 1990-х годах начал преобразовываться в публичную компанию, а в декабре 1999 года приватизирован путём приобретения 66,3% его акций банком Banca Commerciale Italiana (BCI), что уменьшило долю правительства Хорватии до 25 процентов. В 2000 году «BCI» слился с Banca Intesa, а в январе 2007 года этот банк ещё раз слился с Sanpaolo IMI, тем самым создав группу Intesa Sanpaolo, в которую входит теперь и «PBZ».
В этом банке трудилось немало известных хорватских экономистов, в том числе бывший глава Хорватского народного банка (HNB) Желько Рогатинский (на посту главного экономиста в 1998—2000 годах) и Марко Шкреб (назначенный главным экономистом «PBZ» в сентябре 2007 года). Главный исполнительный директор банка с 1998 года Божо Прка при премьерстве Златко Матеши занимал должность министра финансов в 1995—97 годах. Ещё один бывший министр финансов Мартина Далич работала главным экономистом в «PBZ» с 2000 по 2004 год.
Банк получил многочисленные награды в знак признания своей исключительной влиятельности в Хорватии и регионе от таких отраслевых журналов, как Euromoney, Global Finance и The Banker. Он также является трёхкратным лауреатом премии «Золотая куна» от Хорватской торговой палаты как лучший банк (2004, 2005 и 2010 года). Начиная с 2006 года, «Privredna banka Zagreb» спонсирует ежегодный теннисный турнир PBZ Zagreb Indoors, являющийся частью Мирового тура ATP 250.